# Herman Scheerre
Herman Scheerre est un enlumineur  et peintre d'origine allemande ou néerlandaise, actif à Londres entre 1405 et 1425. Sa signature a été retrouvée sur plusieurs manuscrits enluminés et plusieurs autres ouvrages lui sont attribués ainsi qu'à son atelier.

## Éléments biographiques
Plusieurs documents indiquent que cet artiste est installé à Londres avant 1407. Il est ainsi appelé Herman Lymnour ou Herman de Cologne comme témoin d'un contrat. Il pourrait par ailleurs avoir signé par ailleurs un bail pour une échoppe dans la Paternoster Row dans la Cité de Londres sous le nom de Herman Skereueyn. Il pourrait venir d'une famille de Duisbourg, au nord de Cologne. Un certain Herman de Cologne est aussi mentionné aux côtés de Jean Malouel dans son atelier de Dijon. L'hypothèse d'une origine allemande a d'ailleurs été remise en cause pour y voir une origine plutôt néerlandaise, comme Jean Malouel, son style étant très proche d'autres manuscrits de cette région. 

## Style du peintre

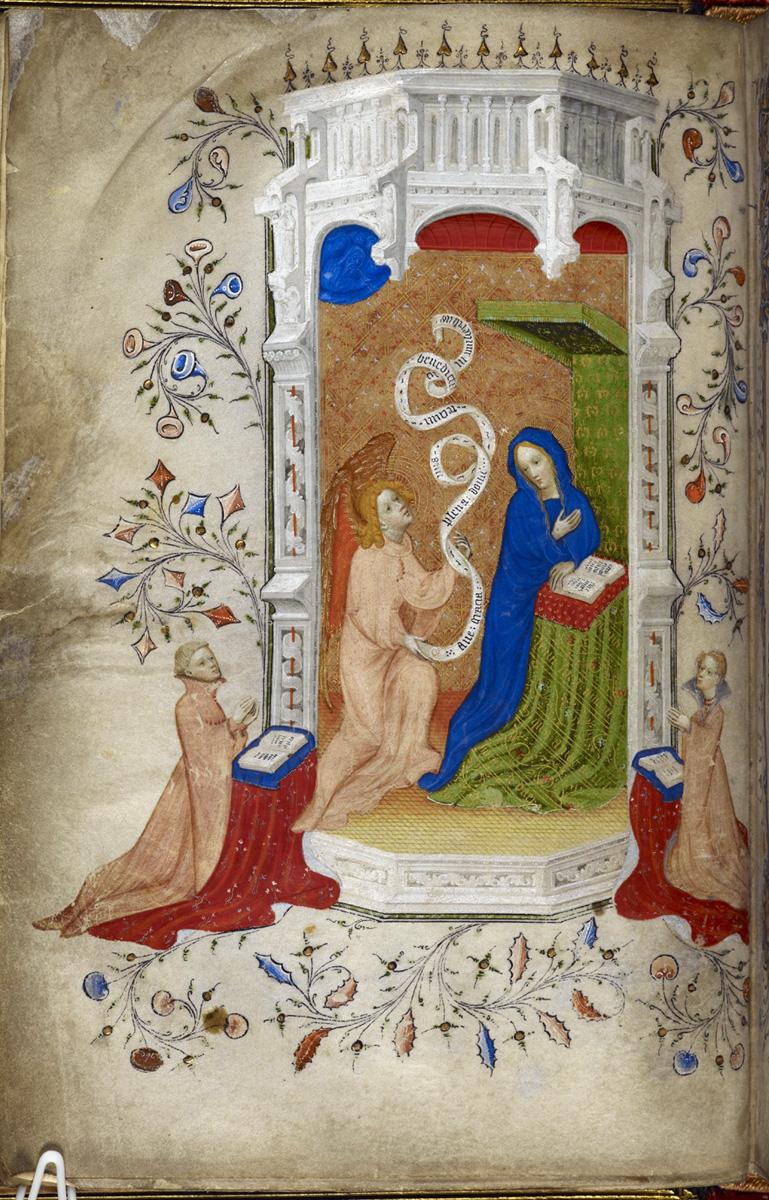
L'Annonciation, Heures de Beaufort, attribution.

Le corpus des œuvres du peintre a été constitué à partir de manuscrits dans lesquels a été repérée la signature du peintre. Dans le Psautier et livre d'heures de Bedford, au sein de bouts-de-ligne, sont inscrits deux mentions : « herman your meke servant » (f. 124r) et « I am herman youre owne servant » (f. 232v). Dans un livre de messe et de dévotion privée (British Library, Add.16998), se trouve la phrase « Hermannus Scheerre me fecit » (f.37). Dans le bréviaire Chichele (Lambeth Palace, Ms.69, le colophon signale : « Si quis amat non laborat quod Herman » (f.1r). Par ailleurs, deux autres manuscrits possèdent des miniatures dans un style très proches de celles du bréviaire et possède la citation « omnia levia sunt amanti » : la bible dite de Richard II (BL, Royal 1EIX), et un livre d'heures dans une collection privée autrefois conservée à la bibliothèque Chester Beatty. Cette même citation se retrouve dans le livre de messe, mais aussi dans les heures de Beaufort, mais l'attribution de la plupart des miniatures de ce dernier manuscrit a été depuis remise en cause.

Signatures de Herman dans le psautier et livre d'heures de Bedford
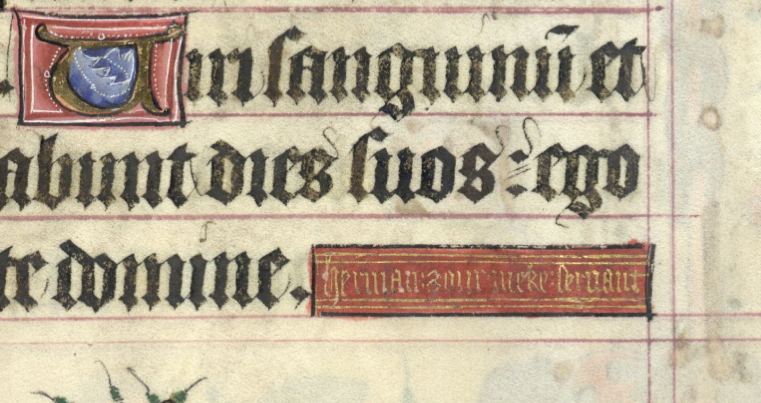
f.124r.
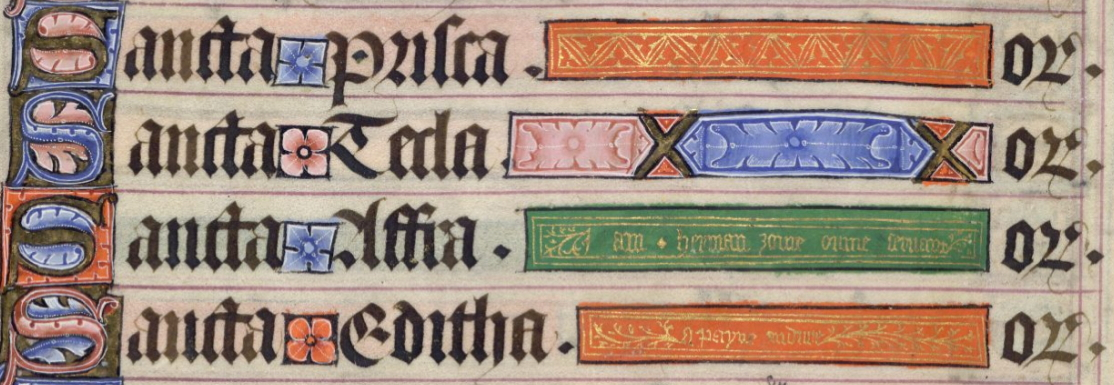
f.232v.

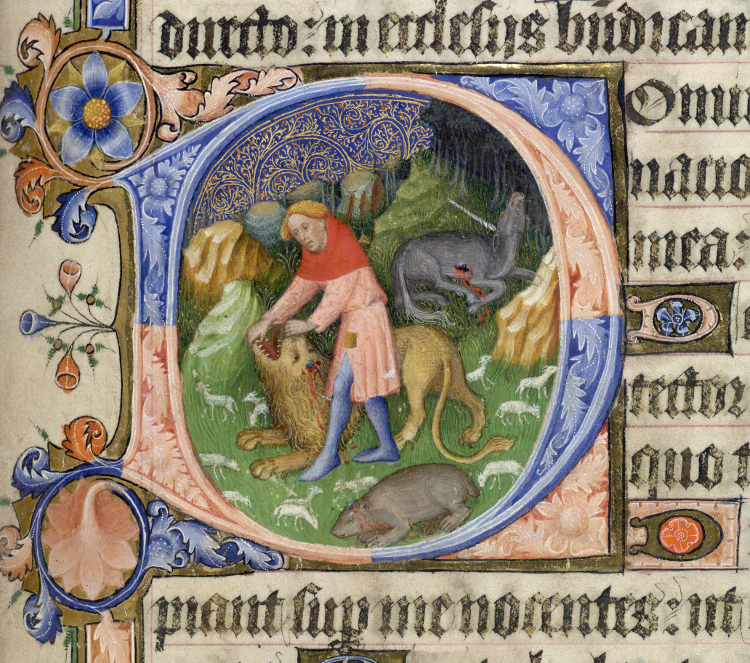
Lettrine historiée du psautier et livre d'heures de Bedford.

Son style se caractérise par l'utilisation de couleurs très vives, des personnages aux visages juvéniles. Ses miniatures sont encadrées simplement et les fonds décorés de rinceaux dorés. 

## Œuvres attribuées
- Psautier et livre d'heures de Bedford, vers 1420-1422, British Library, Add.42131[5]
- livre de messe et de dévotion privée, vers 1405-1410, British Library, Add.16998
- bréviaire Chichele, vers 1408-1414, Lambeth Palace, Ms.69
- Bible dite de Richard II, British Library, Royal 1 E IX[6]
- une miniature des Heures de Beaufort (l'Annonciation), vers 1401-1415, British Library, Royal 2 A XVIII (attribution contestée)[7]
- Les Heures Neville, collections du château de Berkeley, Gloucestershire
- Livre d'heures, bibliothèque municipale de Rouen, Ms.3024
- Livre d'heures à l'usage de Sarum, vers 1405-1413, Oxford, Bibliothèque Bodléienne, Ms.lat.liturg.f.2
- Psautier d'York, bibliothèque municipale de Rennes, Ms.22[8]